# Alexandre Gourvitch
Alexandre Gavrilovitch Gourvitch (en russe : Алекса́ндр Гаври́лович Гу́рвич, également transcrit à l'allemande Alexander Gawrilowitsch Gurwitsch), né le 26 septembre 1874 à Poltava en Ukraine, mort le 27 juillet 1954 à Moscou, est un biologiste russe puis soviétique à l'origine de la théorie des champs morphogénétiques et de la découverte du biophoton. Il fut lauréat du prix Staline en 1941.

## Biographie
Gourvitch est le fils d'un juriste provincial de confession juive. Sa famille est dynamique artistiquement et intellectuellement. Il décide d'entamer des études en médecine après avoir échoué son entrée à l'école de peinture. Il développe ses premières recherches au laboratoire de Karl Wilhelm von Kupffer, puis se spécialise dans l'embryologie et publie son premier rapport scientifique en 1895, soit à l'âge de 21 ans. Il est diplômé à l'université de Munich en 1897. 
Alexandre Gourvitch a été en avance sur son temps dans son intérêt pour les découvertes de propriétés sur l'embryon. Ce sera la ténacité de sa fille, le professeur Anna Gourvitch, qui aboutira grâce au photomultiplicateur à la confirmation du phénomène de biophotons en 1962. Les observations seront à nouveau confirmées dans un laboratoire occidental par Terence Quickenden et Shane Que Hee en 1974. Ces études resteront peu connues.
Les recherches de Gourvitch connaissent un regain d'intérêt dans le domaine des théories de la vie, mais toujours en marge de la science comme par exemple dans les travaux du Dr Rupert Sheldrake.

## Sources
- (en) Cet article est partiellement ou en totalité issu de l’article de Wikipédia en anglais intitulé « Alexander Gurwitsch » (voir la liste des auteurs).

- Notices d'autorité :   - VIAF
  - ISNI
  - BnF (données)
  - IdRef
  - LCCN
  - GND
  - Italie
  - Pays-Bas
  - Israël
  - Tchéquie
  - Lettonie
  - WorldCat